# Waldemar Reuter
Waldemar Reuter (* 12. Mai 1873 in Broacker; † 29. Januar 1950 in Gravenstein) war ein deutscher Arzt.

## Leben
Waldemar Reuter war ein Sohn das Broacker Pastoren und Propstes Ludwig Reuter (* 25. August 1836 in Kopenhagen; † 12. September 1905 in Broacker) und dessen Ehefrau Anna, geborene Dithmer (* 18. Mai 1839 in Finis; † 25. Februar 1914 in Gravenstein). Der Großvater väterlicherseits war der Orgelbauer Andreas Peter Wilhad Reuter. Der Großvater mütterlicherseits namens Lorenz Dithmer (1806–1873) besaß eine Ziegelei in Ekensund.
Reuter verbrachte die Kindheit in Broacker. Von 1885 bis 1889 ging er auf ein Gymnasium in Hadersleben und anschließend bis 1894 auf eines in Flensburg. Das folgende Medizinstudium absolvierte er an Universitäten in Tübingen, München, Berlin und Kiel. In Tübingen wurde er 1894 Mitglied der schwarzen Verbindung (bzw. seit 1897 Tübinger Burschenschaft Derendingia).  In seiner Dissertation 1889 in Kiel schrieb er „Beiträge zu den Untersuchungen über die spontane Gradestreckung der rachitischen Unterschenkelverkrümmung“. Danach arbeitete er bis Lebensende als niedergelassener Arzt mit eigener Praxis in Gravenstein. Er unterbrach dies nur aufgrund des Ersten Weltkriegs, während dem er als Stabsarzt tätig war.

## Ehrenamtliches Engagement
Reuter engagierte sich neben der Tätigkeit als Arzt als Vorsitzender des Gravensteiner Schulvereins und in der Nordschleswigschen Gemeinde der Evangelisch-Lutherischen Landeskirche Schleswig-Holsteins. Die Gemeinde galt als Freigemeinde und hatte die Verantwortung für die Pastorate der Landgemeinden. Die deutschen Pastoren der vier Städte unterstanden der Dänischen Volkskirche.
Während einer Zeit, in der politische Auseinandersetzungen den Zusammenhalt der Gemeinde bedrohten, übernahm Reuter 1938 deren Vorsitz und übernahm die Vermittlung zwischen den Konfliktparteien. Die Pastoren schlossen sich der Bekennenden Kirche an, die Gemeindemitglieder offiziell der von den Deutschen Christen Kirchenleitung in Kiel, auf deren Hilfe sie angewiesen war. Die Gemeinde hatte 1934 postuliert, dass ein Bekenntnis zu Gott nicht getrennt werden könne von einem Bekenntnis zum Volkstum. Reuter dürfte daher als Gemeindevorsitzender ein politischer Mitläufer gewesen sein. Während das Führungspersonal der Volksgruppe oder Pastoren kurz nach Kriegsende inhaftiert oder interniert wurden, Reuter jedoch nicht, ist davon auszugehen, dass er politisch nicht im Sinne der Nationalsozialisten aktiv wurde. Stattdessen entwickelte er sich anschließend zu einer wichtigen Persönlichkeit der deutschen Minderheit der Region.
Bei Kriegsende verlor die deutsche Bevölkerung sämtliche kirchlichen und schulischen Organisationen. Reuter übernahm als Vorsitzender der Nordschleswigschen Gemeinde deren Wiederaufbau. Kurz vor Lebensende verhandelte er in Kopenhagen und erhielt drei von sieben beschlagnahmten Pastorate zurück. Dies ermöglichte den Neubeginn der kirchlichen Einrichtungen in der Region.
Ab dem Juli 1945 setzte sich Reuter für den Beibehalt des deutschen Schulunterrichts ein. Am 1. August 1945 gehörte er zu den Gründungsmitgliedern des Deutschen Schul- und Sprachvereins für Nordschleswig und übernahm dessen Vorsitz. Für einige Zeit trat er als Gemeindevorsitzender zurück. Der Grund hierfür war die Verärgerung über Martin Niemöller. Dieser hatte in Kopenhagen vorgeschlagen, kirchliche und kulturelle Belange, somit insbesondere das Schulwesen, voneinander zu treffen. Reuter fürchtete, dass dies den Fortbestand der deutschen Minderheit in Frage stellen könne. Bis Lebensende erwirkte er die Freigabe für 13 Schulen, die teilweise noch zu seinen Lebzeiten öffneten.
Reuter beteiligte sich, basierend auf den Grundlagen des Haderslebener Kreises, an den Vorbereitungen für eine Erklärung, die die deutsche Minderheit am 22. November 1945 abgab. Darin erklärten sich die Bewohner loyal gegenüber dem dänischen Staat und akzeptierten erstmals den 1920 festgelegten Grenzverlauf. Auf dieser Basis entstand der Bund deutscher Nordschleswiger. Reuter beteiligte in dem bis 1947 geschäftsführenden Arbeitsausschuss, der 1947 durch einen Hauptvorstand abgelöst wurde. Der Vorstand beschloss, bei der Folketingswahl 1947 mit einem parteilosen Kandidaten der deutschen Minderheit anzutreten. Reuter übernahm diese Aufgabe und erhielt 7464 Stimmen, mit denen er kein Mandat gewinnen konnte.
Bei seinem Tod galt Reuter als eine der führenden Persönlichkeiten der deutschen Bevölkerung Nordschleswigs, der Deutsche und Dänen Respekt entgegenbrachten.

## Familie
Reuter heiratete am 31. Mai 1901 in Göddeckenrode Mally Meta Agnes Bremer (* 20. Juli 1879 in Wehre; † 13. Juni 1962 in Hamburg). Seine Ehefrau war eine Tochter des Domänenpächters Friedrich Anton Heinrich Bremer (1835–1888) und dessen Ehefrau Auguste Wilhelmine, geborene Dammass (1835–1884).
Das Ehepaar Reuter hatte drei Töchter und zwei Söhne.